# Strandiata
Strandiata es un género de escarabajos longicornios de la tribu Lamiini. Se distribuye por África.

## Especies
- Strandiata abyssinica (Breuning, 1935)
- Strandiata lizleri  Adlbauer, 2015
- Strandiata monikae Adlbauer, 2008
- Strandiata renominata Vitali F. & Vitali C., 2012